# Ankylopteryx feae
Ankylopteryx feae är en insektsart som först beskrevs av Navás 1929.  Ankylopteryx feae ingår i släktet Ankylopteryx och familjen guldögonsländor. Inga underarter finns listade i Catalogue of Life.